# Wassmer WA-50
 (septembre 2019).
Si vous disposez d'ouvrages ou d'articles de référence ou si vous connaissez des sites web de qualité traitant du thème abordé ici, merci de compléter l'article en donnant les références utiles à sa vérifiabilité et en les liant à la section « Notes et références ».
Le Wassmer WA-50 est un aéronef de conception française, monoplan construit autour d'une cabine pour quatre passagers par la société Wassmer. Le modèle d'origine a donné lieu à plusieurs variantes en fonction de la motorisation (Wassmer WA-52 Europa, Wassmer WA-54 Atlantic).

## Histoire
Après le succès rencontré par les modèles de construction traditionnelle faisant intervenir bois, tube et toile, comme les WA 40 Super IV, WA 40 Super IV Sancy, WA 4-21 /235, WA 4-21 /250, CE 43, CE 44 et WA 41 Baladou, la société Wassmer mit au point une technologie novatrice dans le domaine de l'aviation légère de loisir : la construction « tout plastique ».
La réalisation du WA 50, appareil prototype de la série des WA 50 en plastique, a été suivie par le WA51 « Pacific » « tout plastique », premier avion en composite verre/résine polyester certifié au monde.
- Le WA 51 « Pacific », équipé du Lycoming O-320-E2C de 150 ch hélice pas fixe, a été construit en 39 exemplaires incluant le modèle dérivé WA 51A à empennage horizontal monobloc agrandi, au cours des années 1970 - 1973.
- Le WA 52 « Europa », identique au 51 mais équipé du moteur Lycoming O-320-D1F de 160 ch hélice pas variable a été construit à 52 exemplaires au cours des années 1971 - 1977.
- Le WA 54 « Atlantic », identique au 52 mais équipé du moteur Lycoming O-360-A1LD de 180 ch hélice pas variable a été construit à 55 exemplaires au cours des années 1973 - 1977. Le Wassmer 54 F-BXCM N°140 a traversé l’atlantique en juillet 2005. Paris - Aberdeen (Ecosse) - Stornoway (Ecosse) - Reykjavik (Islande) - Kulusuk (Goenland) - Sondrestrom Fjord Bay (Groenland) - Iqaluit (Canada) - Schefferville (Canada) - Montreal (Canada) - Burlington (USA) - Lake Erye (USA) - Fond du Lac (USA) - Oshkosh (USA). en 42 heures de vol. Equipage: Anne-Celine Martel - Bruno Noury - Emmanuel Davidson. Retour avec le même équipage[3]. C’est la seule traversée Nord-Atlantique d’un Wassmer série 50.
- Le WA 50 a donné lieu à une extrapolation biplace (WA 80) ou triplace (WA 81) en 1975, le Wassmer « Piranha », destiné à l'école et aux petits voyages et motorisé par un moteur Continental O-200A de 100 ch, construit à 15 exemplaires au cours des années 1975 - 1977.

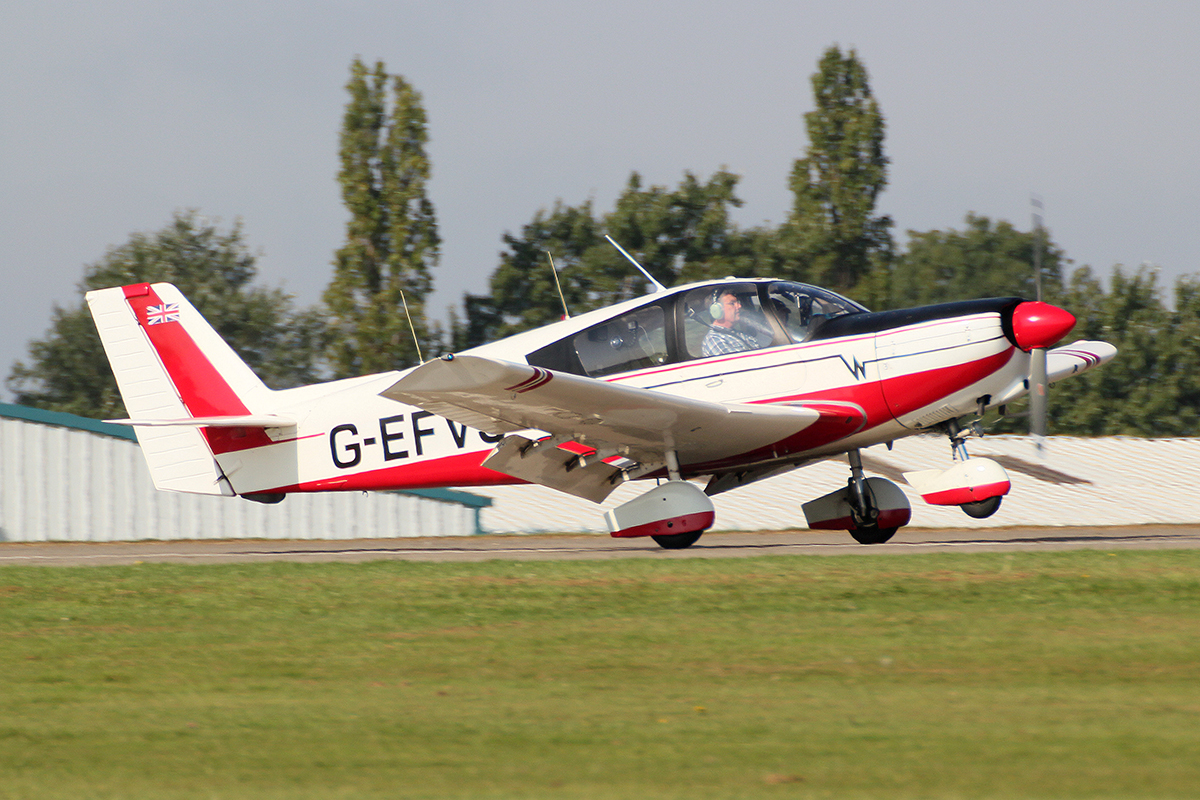
Modèle WA 51.
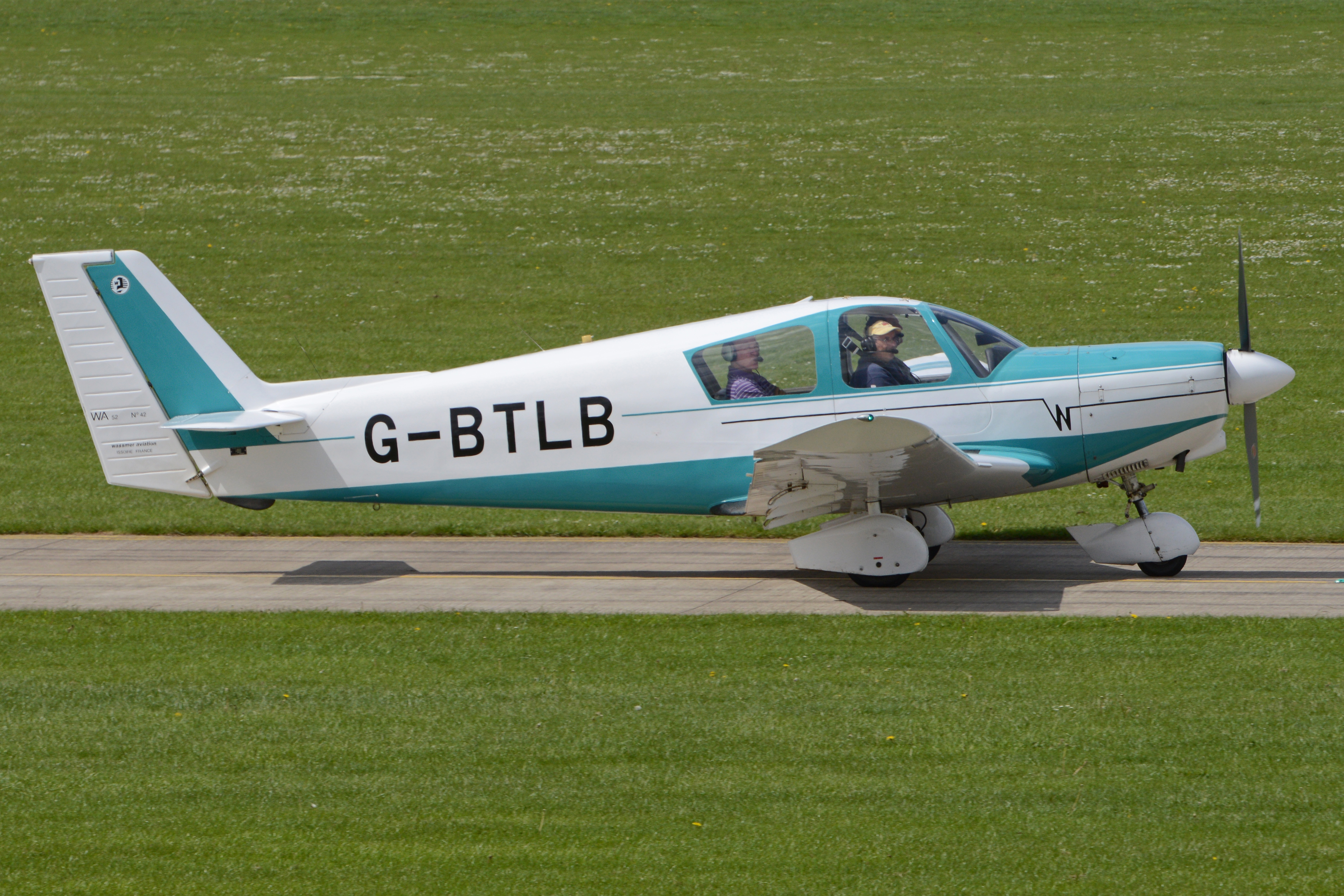
Modèle WA 52 Europa.
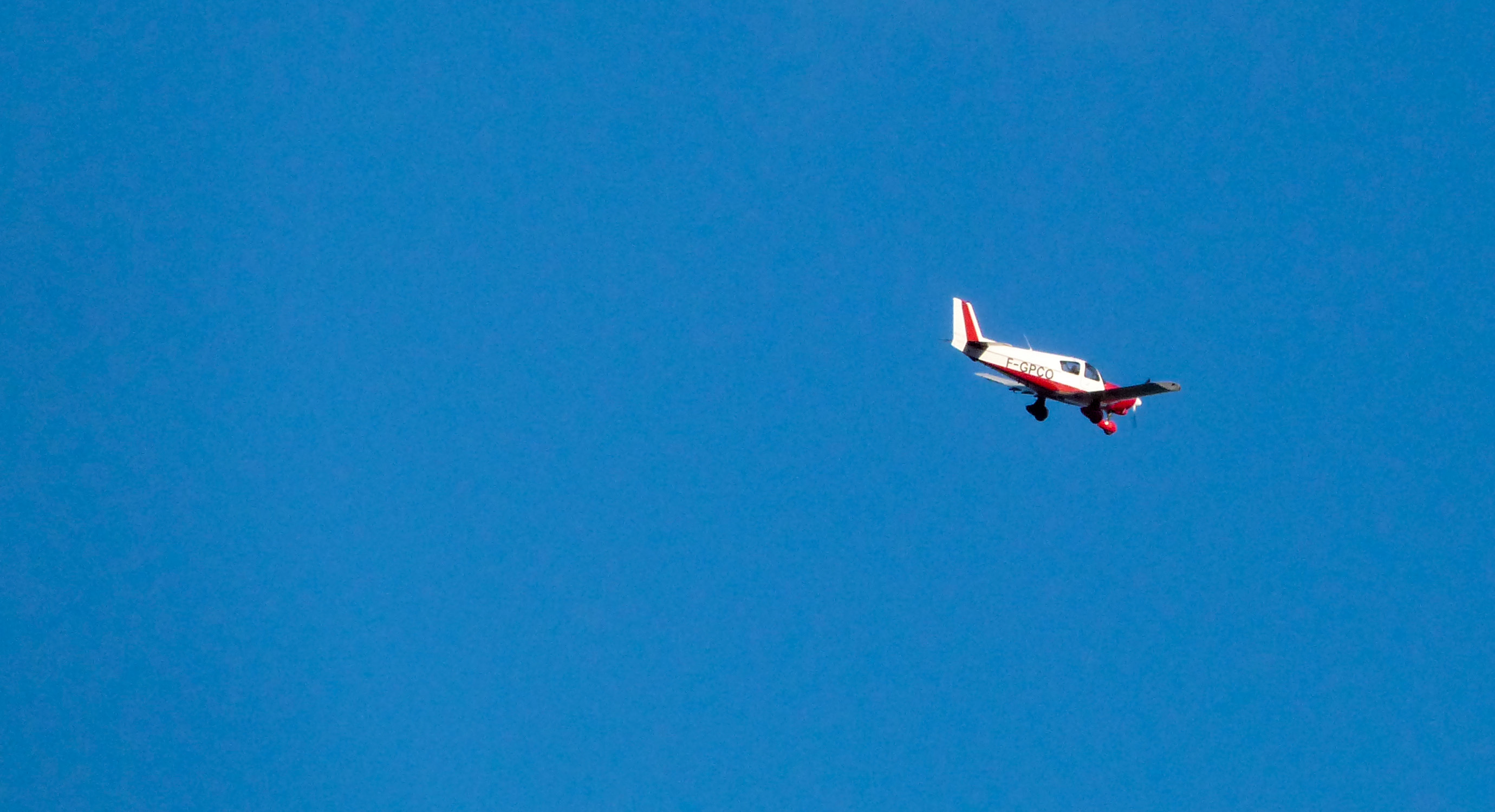
Modèle WA 54 Atlantic en vol.